# Ermila Popova
Ermila Popova (in bulgaro Ермила Попова?; 1937 – 26 gennaio 2021) è stata una cestista bulgara.

## Carriera
Con la Bulgaria ha disputato tre edizioni dei Campionati del mondo (1959, 1964, 1967) e sei dei Campionati europei (1956, 1958, 1960, 1962, 1964, 1966).